# Maoridrilus dissimilis
Maoridrilus dissimilis är en ringmaskart som först beskrevs av Frank Evers Beddard 1885.  Maoridrilus dissimilis ingår i släktet Maoridrilus och familjen Acanthodrilidae. Inga underarter finns listade i Catalogue of Life.